# Xanağalı
Xanağalı è un comune dell'Azerbaigian situato nel distretto di Bərdə. Conta una popolazione di 565 abitanti.